# Pseudomicronia coelata
Pseudomicronia coelata är en fjärilsart som beskrevs av Moore. Pseudomicronia coelata ingår i släktet Pseudomicronia och familjen Uraniidae. Inga underarter finns listade.